# Lancer du disque masculin aux Jeux olympiques d'été de 1984
Navigation
Moscou 1980 Séoul 1988
L'épreuve du lancer du disque  masculin aux Jeux olympiques de 1984 s'est déroulée les 8 et 10 août 1984 au Memorial Coliseum de Los Angeles, aux  États-Unis. Elle est remportée par l'Allemand de l'Ouest Rolf Danneberg.

## Résultats

### Finale
| Rang               | Athlète               | Pays                 | Essais | Essais | Essais | Essais | Essais | Essais | Marque  |
| Rang               | Athlète               | Pays                 | 1      | 2      | 3      | 4      | 5      | 6      | Marque  |
| ------------------ | --------------------- | -------------------- | ------ | ------ | ------ | ------ | ------ | ------ | ------- |
| Médaille d'or      | Rolf Danneberg        | Allemagne de l'Ouest | 64.74  | X      | 63.64  | 66.60  | X      | 66.22  | 66.60 m |
| Médaille d'argent  | Mac Wilkins           | États-Unis           | 65.96  | X      | 65.20  | X      | 66.30  | X      | 66.30 m |
| Médaille de bronze | John Powell           | États-Unis           | 64.68  | 63.34  | 64.12  | 64.06  | 65.14  | 65.46  | 65.46 m |
| 4                  | Knut Hjeltnes         | Norvège              | 64.72  | 62.40  | 65.28  | 63.78  | 62.50  | 64.32  | 65.28 m |
| 5                  | Art Burns             | États-Unis           | 63.72  | X      | X      | X      | 63.32  | 64.98  | 64.98 m |
| 6                  | Alwin Wagner          | Allemagne de l'Ouest | 61.82  | 62.76  | 62.70  | 63.94  | 61.16  | 64.72  | 64.72 m |
| 7                  | Luciano Zerbini       | Italie               | 60.18  | 61.14  | 63.50  | X      | X      | 60.14  | 63.50 m |
| 8                  | Stefan Fernholm       | Suède                | 63.08  | X      | 62.20  | 63.22  | 62.20  | 59.82  | 63.22 m |
| 9                  | Erik de Bruin         | Pays-Bas             | 56.88  | 62.32  | 60.10  |        |        |        | 62.32 m |
| 10                 | Robert Weir           | Royaume-Uni          | 59.86  | 61.36  | X      |        |        |        | 61.36 m |
| 11                 | Kostas Georgakopoulos | Grèce                | X      | 59.16  | 60.30  |        |        |        | 60.30 m |
| —                  | Marco Martino         | Italie               | X      | X      | X      |        |        |        | NM      |

## Légende
Records et Performances
- AR : Record continental (area record)
- CR : Record des championnats (championship record)
- MR : Record du meeting (meet record)
- NR : Record national (national record)
- OR : Record olympique (olympic record)
- PR : Record paralympique (paralympic record)
- PB : Record personnel (personal best)
- SB : Meilleure performance personnelle de la saison (season's best)
- WL : Meilleure performance mondiale de l'année (world leader)
- WJR : Record du monde junior (world junior record)
- WR : Record du monde (world record)

Circonstances et Conditions
- DNF : N'a pas terminé (did not finish)
- DNS : N'a pas pris le départ (did not start)
- DQ : Disqualification (disqualification)
- NM : Aucun essai valable enregistré (No Mark)
- Q : Qualifié « directement » au prochain tour (ou à la prochaine compétition), lors d'une compétition majeure, grâce au classement ou à la réalisation des minima (automatic qualifier)
- q : Qualifié au prochain tour (ou à la prochaine compétition), lors d'une compétition majeure, grâce au repêchage ou à la réalisation de l'une des meilleures performances parmi celles des « non qualifiés directement » (grâce au meilleur temps ou à la meilleure distance par exemple) (secondary qualifier)